# Tana De Zulueta

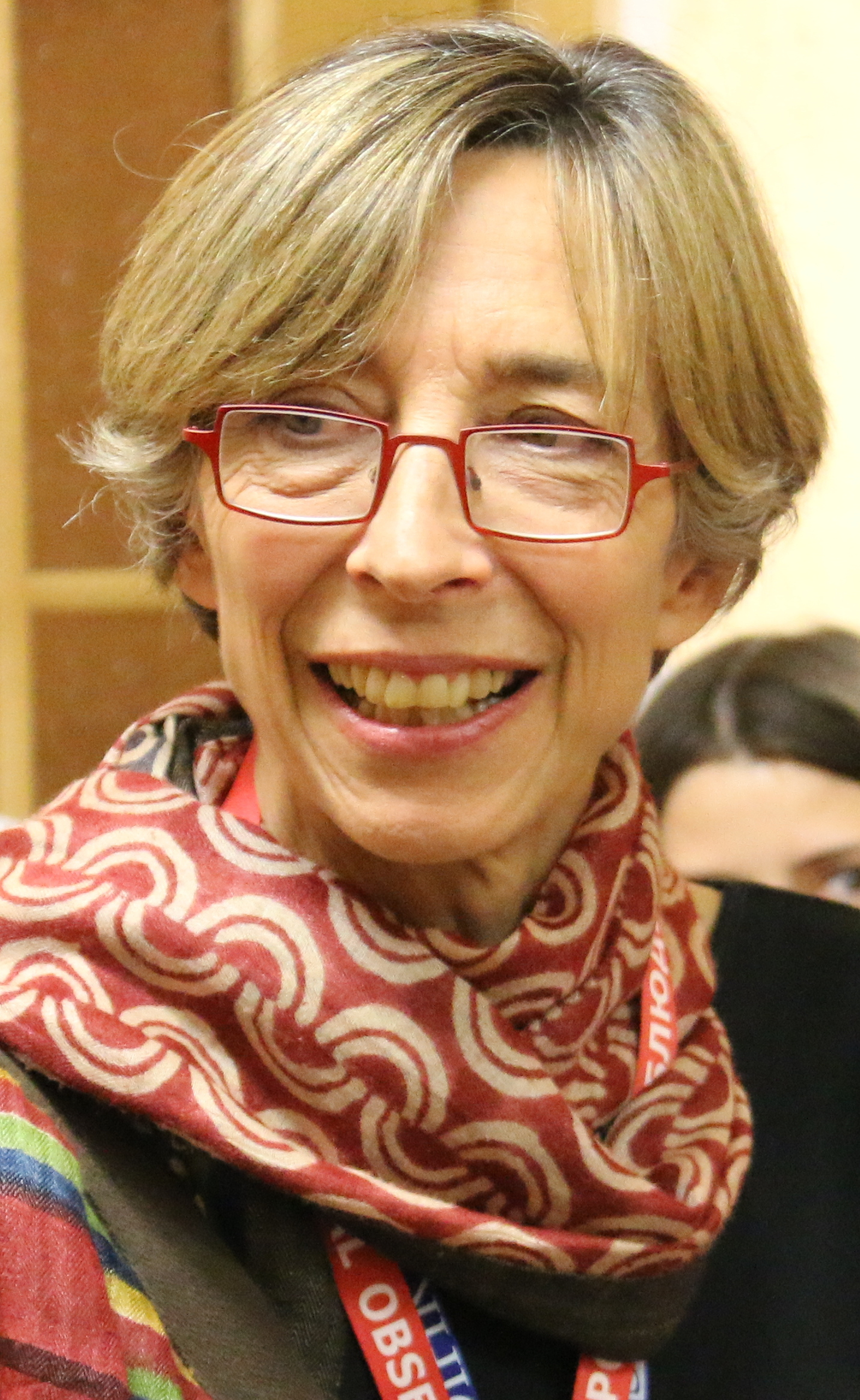
Tana de Zulueta (2016).

Tana De Zulueta (eigentlich Cayetana De Zulueta Owtram; * 4. Oktober 1951 in Bogotá, Kolumbien) ist eine italienische Journalistin und Politikerin (Verdi). Sie war von 1996 bis 2006 Mitglied des italienischen Senats und von 2006 bis 2008 Mitglied der Abgeordnetenkammer.

## Werdegang
De Zulueta kam am 4. Oktober 1951 als Tochter eines spanischen Vaters und einer englischen Mutter in Bogota zur Welt. Sie studierte unter anderem in Genf, Uganda, Beirut und London. An der University of Cambridge schloss sie 1972 ihr Studium in Anthropologie und Archäologie mit einer Arbeit über „Das Kastensystem in Indien“ mit Auszeichnung ab.
Anschließend arbeitete sie als Journalistin unter anderem bei der BBC und ITV. Von 1977 bis 1987 war sie als Korrespondentin für The Sunday Times, anschließend bis 1996 für The Economist in Rom tätig.
1996 wurde sie in den italienischen Senat gewählt. Während ihrer ersten Legislaturperiode (1996–2001) war sie Vizepräsidentin der Parlamentarischen Versammlung der OSZE. Nach ihrer Wiederwahl 2001 war sie Mitglied des Auswärtigen Ausschusses, des Ausschusses für Menschenrechte sowie des Verteidigungsausschusses des Senats, Vizepräsidentin der italienischen Delegation bei der
Parlamentarischen Versammlung des Europarates, sowie Delegierte der Parlamentarischen Versammlung des Europarates bei der Europäischen Kommission gegen Rassismus und Intoleranz (ECRI). Im April 2006 wurde sie auf der Liste der italienischen Grünen in die Abgeordnetenkammer gewählt. Dort fungierte sie als Vizepräsidentin des Ausschusses für auswärtige und europäische Angelegenheiten und Mitglied des Verteidigungsausschusses. Zugleich war sie Leiterin der italienischen Delegation in der Euro-mediterranen Parlamentarischen Versammlung (EuroMed).
Im September 2014 wurde sie vom OSZE-Büro für demokratische Institutionen und Menschenrechte (ODIHR) zur Leiterin der Beobachtermission der OSZE zu der Parlamentswahl in der Ukraine 2014 erklärt.

## Privates
De Zulueta spricht fließend Italienisch, Englisch, Spanisch und Französisch, ist verheiratet und hat einen Sohn und eine Tochter.